# 不可能计划
不可能计划（The Impossible Project）公司是一家制造即时成像摄影胶片的公司。不可能计划开始于2008年2月宝丽来宣布全线停止即时成像底片的生产之后，此项目的发起人是安德烈·博斯曼、弗洛兰·凯普斯。在2017年9月完成收购宝丽来商标和知识产权后，此公司改名为宝丽来原品（Polaroid Originals）并推出了新款宝丽来牌相机。

## 历史
2010年3月22日，“不可能计划”团队在纽约召开发布会，宣布恢复生产两款适用于sx-70等各种宝丽来相机的新型相纸。宝丽来相纸的复产使许多能够使用的宝丽来一次成像相机同时得到了“复生”。